# Kurt Bretterbauer
Kurt Bretterbauer (* 31. Jänner 1929 in Wien; † 26. Februar 2009 in Bad Vöslau) war ein österreichischer Geodät und Professor an der TU Wien.

## Leben
Kurt Bretterbauer studierte von 1948 bis 1953 Vermessungswesen an der Technischen Hochschule Wien. Nach dem Diplom trat er als Assistent in das Bundesamt für Eich- und Vermessungswesen (BEV) ein und studierte nebenbei Astronomie und Mathematik an der Universität Wien.
1958 erhielt er ein Stipendium der American Academy of Science für einen Forschungsaufenthalt an der Ohio State University, wo er bis Ende 1959 unter Veikko Heiskanen im World Gravity Project und an Mondkartografie arbeitete. Ans BEV zurückgekehrt, war Bretterbauer vor allem in der Grundlagenvermessung (Nivellement und Lotabweichungs-Messungen im Triangulationsnetz 1. Ordnung) beschäftigt.
1967 wechselte er als Hochschulassistent an die TH Wien zu Karl Ledersteger und promovierte 1969 zum Dr. techn. (Dissertationsthema: „Beiträge zum Refraktionsproblem in der Höheren Geodäsie“). Nach dem Unfalltod Prof. Lederstegers (1972) wurde Bretterbauer 1973 zu seinem Nachfolger als Universitätsprofessor für Theoretische Geodäsie an die nunmehrige Technische Universität Wien berufen. Er hatte diesen Lehrstuhl bis zu seiner Emeritierung im Jahr 1997 inne. Er wurde am Baumgartner Friedhof bestattet.
Sein Nachfolger wurde Harald Schuh, der 2012 nach Potsdam wechselte.

## Wissenschaftliche Tätigkeit
Zu Bretterbauers Arbeitsgebieten zählten u. a. die mathematische Kartenentwurfslehre, Geometrie des Rotationsellipsoids, geodätische Anwendungen der Astrometrie, Forschungen zur Refraktion und zum Anstieg des Meeresspiegels. Über diese Themen verfasste er an die 100 wissenschaftliche Publikationen; als Observator im BEV bestimmte er zahlreiche hochalpine TP-Punkte und perfektionierte astro-geodätische Beobachtungsverfahren; in Ergänzung dazu entwickelte er später (an der TU Wien) eine verbesserte Methode der Richtungsübertragung. An bleibenden Verdiensten ist auch die Gründung der Schriftenreihe Geowissenschaftliche Mitteilungen zu nennen, die er schon als Oberassistent in die Wege leitete. In dieser Publikationsreihe der Fachgruppe sind bis heute über 80 Bände erschienen, darunter aus seinem Institut Monografien zu Schwerefeld und Isostasie, mehrere Tagungsbände (GeoLIS, Kartografie), einige Festschriften und etwa 20 Dissertationen bzw. Diplomarbeiten.
Als akademischer Lehrer zeichnete sich Kurt Bretterbauer durch einen äußerst lebendigen Vortragsstil aus. Obwohl er seine Vorlesungen meist um 8 Uhr ansetzte, wurden sie von fast allen seiner Studenten besucht. Bekannt war er auch durch sehr prägnante Formulierungen zur Geodäsie und ihrer Beziehungen zu anderen Geowissenschaften. Zum Geoid- und Refraktionsproblem etwa prägte er den Satz „A signal for geodesy, is noise for surveying“, womit er das Spannungsfeld zwischen Forschung und praktischer Geodäsie mit wenigen Worten umriss.
Als Ordinarius initiierte Bretterbauer etwa ein Dutzend Dissertationen und mehrere große Forschungsprojekte, u. a. die Geoidstudie und das Testnetz Wien, für ganz Österreich eine neue Geoidbestimmung (damals die genaueste der Welt) und erste Anwendungen der CCD-Technik für die Astrogeodäsie. Für das Austrian Geoid 2000 kooperierte sein Institut (u. a. G.Gerstbach und R.Weber) intensiv mit der TU Graz und dem BEV. Dieses Schwerefeldmodell erreichte nahezu die Genauigkeit des von W.Torge europaweit propagierten Zentimeter-Geoids und verbesserte die Transformation zwischen physikalischen und GPS-bestimmten geometrischen Höhensystemen auf 2–3 cm.
Als langjähriger Leiter der Fachgruppe Geowissenschaften engagierte sich Bretterbauer für zahlreiche Innovationen und eine umfassende Studienreform. Auf ihn gehen auch die studentischen Fachexkursionen zu ausländischen Forschungsinstituten zurück.
Zu seinem 70. Geburtstag wurde ihm eine Festschrift mit etwa 20 wissenschaftlichen Beiträgen seiner Schüler gewidmet. Sein 80. Geburtstag wurde am 3. Februar 2009 mit einem Festkolloquium an der TU Wien begangen.